# Pseudatteria pseudomaenas
Pseudatteria pseudomaenas es una especie de polilla del género Pseudatteria, familia Tortricidae.
Fue descrita científicamente por Obraztsov en 1966.